# Ultimate Custom Night
Ultimate Custom Night (oft UCN abgekürzt) ist ein Point-and-Click-Spiel des Genres Survival Horror, welches von Scott Cawthon entwickelt wurde. Es ist der zweite Ableger und das achte Spiel der Five‐Nights‐at‐Freddy’s‐Reihe.
Im Gegensatz zum letzten Ableger FNaF World liegt ihm aber das gleiche Spielprinzip der Hauptreihe zugrunde und es ist Teil der Handlung der Hauptreihe.

## Spielprinzip
Ultimate Custom Night basiert auf dem Konzept der Custom Night, die es bereits in Five Nights at Freddy’s, Five Nights at Freddy’s 2 und Five Nights at Freddy’s: Sister Location gab. Vor Beginn dieser Nächte, die stets die letzten des jeweiligen Spiels sind, hat der Spieler die Möglichkeit selbst auszuwählen, welche der Animatronics des Spiels ihn angreifen und wie aggressiv sie das tun. Dadurch kann die Custom Night sowohl zur schwierigsten als auch zur einfachsten Nacht werden.
In Ultimate Custom Night gibt es 50 Animatronics, aus allen bisherigen Teilen der Serie, deren Schwierigkeitsgrad von 0 bis 20 eingestellt werden kann:
Erstauftritt FNaF:
- Freddy
- Bonnie
- Chica
- Foxy
- Golden Freddy
- Phone Guy

Erstauftritt FNaF 2:
- Toy Freddy
- Toy Bonnie
- Toy Chica
- Mangle
- Balloon Boy
- JJ
- Withered Chica
- Withered Bonnie
- Puppet/Marionette
- Withered golden Freddy

Erstauftritt FNaF 3:
- Springtrap
- Phantom Mangle
- Phantom Freddy
- Phantom Balloon Boy

Erstauftritt FNaF 4:
- Nightmare Freddy
- Nightmare Bonnie
- Nightmare Fredbear
- Nightmare

Erstauftritt FNaF 4 (Halloween):
- Jack-O-Chica
- Nightmare Mangle
- Nightmarionne
- Nightmare Balloon Boy

Erstauftritt FNaF World:
- Old Man Consequences

Erstauftritt FNaF 5/Sister Location:
- Circus Baby
- Ballora
- Funtime Foxy
- Funtime Freddy
- Ennard

Erstauftritt FNaF 6/Pizzeria Simulator:
- Trash and the gang
- Helpy
- Happy Frog
- Mr. Hippo
- Pigpatch
- Neddbear
- Orville Elephant
- Rockstar Freddy
- Rockstar Bonnie
- Rockstar Chica
- Rockstar Foxy
- Music Man
- El Chip
- Funtime Chica
- Molten Freddy
- Scrap Baby
- Afton/Scraptrap
- Lefty

Mit den ausgewählten Animatronics muss anschließend eine Nacht überlebt werden, an deren Ende, sollte der Spieler überlebt haben, eine Punktzahl vergeben wird. Diese basiert auf der Menge und dem Schwierigkeitsgrad der Animatronics. Das Ziel des Spiels ist es die höchstmögliche Punktzahl zu erreichen. Bestimmte Meilensteine zu erreichen, lässt kleine Filme spielen und gibt dem Spieler Möglichkeiten, das Aussehen des Büros, in dem das Spiel stattfindet, zu verändern.
In der eigentlichen Nacht können die Animatronics durch eine Vielzahl an Werkzeugen abgewehrt werden. Die meisten Mechaniken der bisherigen Five‐Nights‐at‐Freddy’s‐Teile werden wiederverwendet, aber auch viele neue werden eingeführt. Während der Nächte kann jederzeit der FNaF-World‐Charakter DeeDee erscheinen und einen nicht aktiven Animatronic aktivieren oder die Schwierigkeit eines bereits aktiven erhöhen. Dabei können auch sechs Animatronics aktiviert werden, die der Spieler nicht selber auswählen kann:
- Shadow Bonnie (Erstauftritt FNaF 2)
- D (Fredbear) (Erstauftritt FNaF 3)

Plushtrap (Erstauftritt FNaF 4)
- Nightmare Chica (Erstauftritt FNaF 4)
- Lolbit (Erstauftritt FNaF World)
- Minireena (Erstauftritt FNaF 5/Sister Location)
- Bonnet (Erstauftritt FNaF 5/Sister Location)
- XOR/Shadow Dee Dee (Erstauftritt Ultimate Custom Night)

## Hintergrundgeschichte
Ultimate Custom Night scheint keine erkennbare Fortsetzung des vorherigen Serienteils Freddy Fazbear’s Pizzeria Simulator zu sein. Lediglich durch die im Spiel erfolgenden Aussagen lässt sich vermuten, dass es sich bei dem eigentlichen Spieler um William Afton handelt, welcher als Purple Guy bezeichnet, im vorherigen Spielteil im Feuer umkam. In Ultimate Custom Night durchlebt der Spieler immer wieder Seelenqualen, welche durch die Animatronics verursacht werden. Dieser Zustand wird bereits zum Ende von Freddy Fazbear’s Pizzeria Simulator angedeutet: “Although, for one of you, the darkest pit of hell has opened to swallow you whole. So, don’t keep the devil waiting, friend.” (deutsch: „Doch für einen von euch hat sich das dunkelste Loch der Hölle geöffnet, um Ihn komplett zu verschlingen. Also lass den Teufel nicht lange warten, Freund.“).
In Ultimate Custom Night durchlebt der Spieler durch die immer wiederkehrende Ermordungen eine persönliche Hölle, wobei durch die wiederkehrenden Einblendungen immer wieder ein Bezug zu Golden Freddy aufgebaut wird. Der Charakter „The one you should not have been killed“ ist zentral im Spiel. Er scheint die vollständige Kontrolle über den Ort der Handlung zu besitzen. Die Vermutung besteht, dass es sich dabei um Golden Freddy handelt. Klar ist, dass William Afton für die Ermordung des Charakters „The one you should not have been killed“ verantwortlich ist. Dass es sich beim Spieler eigentlich um Afton handelt, wird wahrscheinlicher, da er Golden Freddy umgebracht hatte und andere Animatronics in diesem Serienteil „The one you should not have been killed“ anmerken. Bei Aktivierung eines Easter Eggs rät der Charakter „Old Man Consequences“ jemand, den „Dämon“ (William Afton) seinen eigenen Dämonen zu überlassen. Dies erfolgt aber nicht und die Qualen durch vermutlich Golden Freddy gehen weiter.